# Richard Gertsch
Richard Gertsch (thailändisch ริชาร์ต ประวุฒิ แก็ทซ์, * 17. November 1996 in Kilchberg ZH) ist ein thailändisch-schweizerischer Fussballspieler.

## Karriere
Richard Gertsch lernte das Fussballspielen in den Jugendmannschaften vom FC Zürich und des FC Wädenswil in der Schweiz. 2016 unterschrieb er seinen ersten Profivertrag beim Thailändischen Erstligisten Nakhon Ratchasima FC aus Nakhon Ratchasima. Anschließend pendelte er bis 2018 zwischen dem FCW und einigen thailändischen Vereinen. Danach ging er wieder zum FC Thalwil sowie dem FC United Zürich und wechselte im September 2019 erneut nach Thailand. Hier unterschrieb er einen Vertrag bis Jahresende beim Drittligisten Ranong United FC in Ranong. Mit Ranong stieg er als Vizemeister der dritten Liga, der Thai League 3 (Lower Region), in die zweite Liga auf. Nach dem Aufstieg verließ er Ranong und schloss sich dem ZweitligistenUthai Thani FC aus Uthai Thani an. Dort blieb er ein Jahr und ging im Juli 2021 coronabedingt zurück in die Schweiz zum Traditionsverein BSC Old Boys Basel. Anfang Januar 2021 ging er wieder nach Thailand. Hier schloss er sich dem Zweitligisten Chainat Hornbill FC an. Nach einer Saison, in der er zweimal in der Liga zum Einsatz kam, wechselte er im Februar 2023 nach Österreich. Hier schloss er sich für den Rest der Saison dem Regionalligisten SC Göfis an. Im August 2023 zog es ihn nach Deutschland. Hier unterschrieb er einen Vertrag beim FC Singen 04. Mit dem Verein aus Singen (Hohentwiel) spielte er 16-mal in der Verbandsliga Südbaden. Nach der Hinserie wechselte er im Januar 2024 wieder nach Thailand, wo ihn der Zweitligist Dragon Pathumwan Kanchanaburi FC aus Kanchanaburi unter Vertrag nahm. Am 15. Juni 2024 stand er mit Kanchanaburi im Finale des FA Cup. Das Spiel gegen den Erstligisten Bangkok United verlor man nach Elfmeterschießen. Am Ende der Saison 2024/25 belegte er mit dem Verein den vierten Tabellenplatz und qualifizierte sich somit für die Play-off-Spiele zur ersten Liga. Im Halbfinale konnte man sich gegen den fünftplatzierten Mahasarakham SBT FC durchsetzen. Im Finale traf man auf den Phrae United FC. Das Hinspiel im eigenen Stadion gewann man mit 3:2. Das Rückspiel endete 2:2. Kanchanaburi gewann mit insgesamt 5:4 und stieg somit in die erste Liga auf. Nach dem Aufstieg wurde sein Vertrag im Mai 2025 nicht verlängert. Für Kanchanaburi bestritt er 32 Ligaspiele.

## Erfolge
Ranong United FC
- Thai League 3 – Lower Region: 2019  ▲

Dragon Pathumwan Kanchanaburi FC
- Thailändischer Pokalfinalist: 2023/24